# 1928 en Suisse
Chronologie de la Suisse
- 1924
- 1925
- 1926
- 1927
- 1928
- 1929
- 1930
- 1931
- 1932

Chronologie de la Suisse
1927 en Suisse - 1928 en Suisse - 1929 en Suisse

## Gouvernement au1erjanvier 1928
- Conseil fédéral[1]
  - Edmund Schulthess PRD, président de la Confédération
  - Robert Haab PRD, vice-président de la Confédération
  - Jean-Marie Musy PDC
  - Heinrich Häberlin PRD
  - Giuseppe Motta PDC
  - Ernest Chuard PRD
  - Karl Scheurer PRD

## Évènements

### Janvier
Lundi 9 janvier 
- Décès à Lausanne, à l'âge de 74 ans, de l'industriel Edouard Sandoz, fondateur d'une fabrique de colorants à Bâle.
- La société agro-alimentaire Nestlé annonce sa prochaine fusion avec les chocolats Peter, Cailler et Kohler.

### Février
Samedi 11 février 
- Début des Jeux olympiques d’hiver à Saint-Moritz (GR).

 Mercredi 29 février 
- Décès à Nyon (VD), à l’âge de 65 ans, du metteur en scène Adolphe Appia.

### Mars
Samedi 31 mars 
- Décès à Genève, à l’âge de 82 ans, de l’ancien conseiller fédéral Gustave Ador.

### Avril
Dimanche 1er avril 
- L’architecte suisse Hannes Meyer est nommé directeur du Bauhaus à Dessau-Roßlau (Allemagne où il succède à Walter Gropius.

 Samedi 21 avril 
- Fondation à Genève de l’Association des agences de voyage et d'émigration de la Suisse, qui devint par la suite la Fédération suisse des agences de voyage.

 Dimanche 29 avril 
- Décès à Zurich, à l’âge de 61 ans, de l’écrivain Heinrich Federer.

### Mai
Dimanche 6 mai 
- Abolition de la Landsgemeinde dans le canton d'Uri. Le choix des autorités et l’approbation des lois seront désormais soumis à un vote par les urnes.

 Dimanche 13 mai 
- Le FC Grasshopper s’adjuge, pour la septième fois de son histoire, le titre de champion de Suisse de football.

 Lundi 14 mai 
- Le juriste Max Huber est nommé président du Comité international de la Croix-Rouge.

 Dimanche 20 mai 
- Votations fédérales. Le peuple approuve, par 316 250 oui (70,7 %) contre 131 215 non (29,3 %), la révision constitutionnelle concernant les naturalisations.

### Juin
Mardi 26 juin 
- Premier Congrès international d'architecture moderne au château de La Sarraz (VD), en présence de Le Corbusier et de Walter Gropius.

 Samedi 30 juin 
- Entre Wilderswil et Zweilütschinen (BE), un train des Berner Oberland-Bahn tombe dans un torrent après qu’un pont ait été emporté par un orage. On dénombre un mort et 13 blessés.

### Juillet
Vendredi 13 juillet 
- Le Conseil fédéral édicte une nouvelle ordonnance sur l’instruction préparatoire des garçons, qui réaffirme l’obligation de la gymnastique scolaire.

 Dimanche 29 juillet 
- Décès à Zurich, à l’âge de 62 ans, du romancier Heinrich Friedrich.

 Mardi 31 juillet 
- La ville de Zurich appose une plaque commémorative sur la maison qu’occupa Lénine durant son exil zurichois.

### Août
Mardi 14 août 
- Ouverture de l’Exposition cantonale valaisanne à Sierre.

 Lundi 27 août 
- Quinze pays, dont la Suisse, signent à Paris le Pacte Briand-Kellogg.

 Mardi 27 août 
- La Suisse et l'Iran signent une convention provisoire prévoyant le régime préférentiel dans le commerce entre les deux pays.

### Septembre
Dimanche 9 septembre 
- 30 000 paysans se réunissent sur la Place fédérale à Berne pour célébrer le 10e anniversaire du (Parti des paysans, artisans et bourgeois (PAB)).

 Lundi 17 septembre 
- La police démantèle une organisation italienne d’espionnage basée au Tessin et chargée d’enquêter sur les ressortissants italiens demeurant en Suisse, ainsi que sur les citoyens suisses.

### Octobre
Samedi 27 octobre 
- Décès à Genève, à l’âge de 58 ans, de Marguerite Champendal, première Genevoise reçue docteur en médecine.

 Dimanche 28 octobre 
- Élections au Conseil national. Les conservateurs catholiques sortent vainqueurs en gagnant 4 sièges pour en occuper 41. Les radicaux perdent un siège (58 élus). Les socialistes gagnent un siège (50 élus).

### Novembre
Jeudi 22 novembre 
- Vingt-deux pays dont la Suisse signent à Paris une Convention concernant les expositions internationales.

### Décembre
Dimanche 2 décembre 
- Votations fédérales. Le peuple approuve, par 296 395 oui (51,9 %) contre 789 209 non (45,5 %), l'initiative populaire « Maintien des kursaals ».

 Mardi 9 décembre 
- Arrestation à Neuchâtel de l’avocat Charles Guinand, accusé de malversations.

 Jeudi 13 décembre 
- Élection de Marcel Pilet-Golaz (PRD) au Conseil fédéral.